# Carl Rotte

Carl Rotte

Carl Martin Heinrich Rotte (* 31. Dezember 1862 in Lübeck; † 4. April 1910 in Hamburg) war ein deutscher Maler und Illustrator.

## Leben
Rotte war der Sohn eines Zimmermalers. Er ging mit 17 Jahren nach München und trat am 27. Oktober 1879 in die Antikenklasse der Akademie für Bildende Künste ein. Er studierte dort bis 1884 bei Gabriel von Hackl, Otto Seitz und Gyula Benczúr. Nach erfolgreichem Abschluss kehrte er zunächst nach Lübeck zurück. Dort erhielt er 1884 das Emanuel-Geibel-Stipendium. Anfang der neunziger Jahre siedelte Rotte nach Hamburg um.
Zu dieser Zeit entstanden eine Reihe von großformatigen Bildern wie z. B. auch Die drei Alten aus dem Heiligen Geist Hospital. Dieses Bild wurde in Madrid mit einer Medaille ausgezeichnet. Die Liebe zur holländischen Malerei, zu Interieurs und Porträts, bestimmte die Frühphase des künstlerischen Schaffens. Diese Phase wurde abgelöst von der Bevorzugung der Stillleben- und Landschaftsmalerei. Spätere Bilder lassen auch einen gewissen Einfluss der französischen Impressionisten erkennen. Sein grafisches Können fand Ausdruck in zahlreichen Buch- und Zeitschriften-Illustrationen. Viele seiner Bilder wurden durch Kriegseinwirkungen 1943 in Hamburg vernichtet. Rotte leitete die Aktklasse der Hamburger Kunstgewerbeschule am Steintor. Er war Vorstandsmitglied des Hamburger Kunstvereins und Mitglied im Hamburger Künstlerverein von 1832.
Neben der künstlerischen Tätigkeit schrieb Rotte Beiträge für den Hamburger Correspondenten in der Rubrik Aus Hamburgs Kunstsälen. Er betätigte sich auch als Illustrator, so beispielsweise für Anna Lindaus Märchen. Am 4. April 1910 verstarb Carl Rotte. In einem Nachruf anlässlich einer großen Carl-Rotte-Gedächtnis-Ausstellung in den Kunst-Sälen Hamburg (Mai bis Juni 1910) wurde er als der seinerzeit berufenste Stilllebenmaler Hamburgs gewürdigt.

## Werke

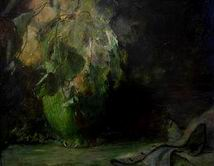
Vase mit Herbstlaub und graue Handschuhe
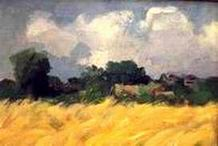
Dorfhäuser hinter einem Kornfeld
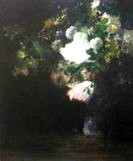
Je länger, je lieber

- Sommermorgen in der Lüneburger Heide, Kunsthalle Hamburg, Öl auf Holz, 32,5 × 22 cm
- Alte Diele, Kunsthalle Hamburg, Öl auf Holz
- Lesendes Mädchen, Kunsthalle Hamburg
- Blumenstück I, Stillleben, Museum Behnhaus Lübeck, Öl auf Leinwand
- Blumenstück II, Museum Behnhaus Lübeck, Öl auf Leinwand
- Pastor auf einem Hof, Museum Behnhaus Lübeck
- Weisse Rosen als Farbfoto des Gemäldes in Originalgröße im Deutschen Museum München, Abt. Fotografie als Beispiel für eine Mehrfarbfotografie.

Schriften (Auswahl)
- Die bildende Kunst. In: Hamburg um die Jahrhundertwende 1800. Staats- und Universitätsbibliothek, Hamburg 1900, S. 175–214 (digitalisate.sub.uni-hamburg.de).